# گئورگ توماس
گئورگ توماس (به آلمانی: Georg Thomas) (۲۰ فوریهٔ ۱۸۹۰ – ۲۹ دسامبر ۱۹۴۶) نظامی بلندپایه آلمانی در دوره رایش سوم بود.

## زندگی‌نامه
گئورگ توماس روز ۲۰ فوریه سال ۱۸۹۰ در فرست در براندنبورگ در خانواده‌ای از طبقه متوسط زاده شد. پدر او کارخانه‌دار بود. سال ۱۹۰۸ به عنوان درجه‌دار وارد نیروی زمینی امپراتوری آلمان آلمان شد و در سال ۱۹۱۰ در هنگ ۶۳ پیاده‌نظام به درجه ستوان دومی ترفیع یافت. سال ۱۹۱۴ آجودان گردان ۳ این هنگ بود و با آن در جبهات غربی و شرقی جنگ جهانی اول به نبرد پرداخت. سپس در جایگاه‌های مختلف ستاد هنگ‌ها و ستاد کل خدمت کرد. روز ۱۸ آوریل سال ۱۹۱۷ به درجه سروانی ترفیع گرفت و در ستاد لشکر ششم پیاده‌نظام در فرانسه خدمت نمود. با نشان دادن کفایت در میدان‌های نبرد چندین نشان شامل نشان خاندان هونتسولرن، صلیب آهنین درجه یک، نشان مجروح و صلیب افتخار خدمت جنگی را دریافت کرد.
توماس پس از جنگ به رایشسور پیوست و در ستاد لشکر چهارم پیاده‌نظام در درسدن خدمت نمود. سال ۱۹۲۸ به ستاد دفتر تسلیحات نیروی زمینی منتقل شد. روز ۱ فوریه سال ۱۹۲۹ به درجه سرگردی نائل آمد و سال ۱۹۳۰ رئیس ستاد دپارتمان مهمات گردید. در این دپارتمان ابعاد اقتصادی آماده‌سازی برای جنگ را به کمک تجربیات جنگ پیشین به دقت مطالعه کرد. توماس با تحریر نوشته‌هایی خطاب به مافوق‌های خود، مفهوم نظارت یک سازمان متمرکز بر «اقتصاد دفاع» به منظور قادر ساختن آلمان بر استفاده از منابع خود در موثرترین شکل به خصوص در تولید تسلیحات، را پیش برد. اصرار هر سه شاخه نظامی بر نظارت بر برنامه‌های تسلیحاتی خودشان، موجب بی‌اثر شدن آرای توماس و نگاه به او به عنوان تنها یک مشاور شد. ستاد توماس هیچ‌گاه نتوانست تأثیر تعیین‌کننده‌ای بر تصمیمات اساسی حوزه تسلیحات بگذارد. به هر صورت، توماس کار بر روی آماده‌سازی‌ها برای جنگ را ادامه داد. روز ۱ ژانویه سال ۱۹۳۸ به درجه سرتیپی ترفیع یافت.
پس از خلع فیلدمارشال ورنر فون بلومبرگ از فرماندهی کل نیروی زمینی در سال ۱۹۳۸، توماس نسبت به حاکمیت حزب ناسیونال سوسیالیست بدبین شد. بدین شکل رو به برقراری ارتباط با توطئه‌گران از طرق لودویگ بک و کارل فریدریش گردلر علیه رژیم آورد. هدف اصلی توماس از این اقدام جلوگیری از ورود آلمان به جنگی بود که به زعم او آلمان نمی‌توانست از آن پیروز خارج شود. اواخر تابستان سال ۱۹۳۹ با نوشتن نامه‌ای به ارتشبد ویلهلم کایتل، رئیس فرماندهی عالی ورماخت، هشدار داد حمله به لهستان منجر به آغاز یک جنگ جهانی خواهد شد که آلمان از نظر اقتصادی برای آن آماده نیست. این نامه واکشن تمسخرآمیزی از جانب کایتل دربرداشت. توماس در پاسخ با ورود به جزئیات و رسم جدول و نمودار گزارشی از ظرفیت اقتصادی آلمان در قیاس با قدرت‌های دیگر ارائه نمود که به روشنی نشان‌گر ضعف رایش بود. کایتل این بار تحت تأثیر قرار گرفت و این گزارش را برای آدولف هیتلر فرستاد. به هر صورت هیتلر مسائل مطرح شده را خالی از نگرانی دانست.
توماس جنگی را که روز ۱ سپتامبر سال ۱۹۳۹ علیه لهستان آغاز گشت دارای نتیجه جز از بین رفتن آلمان نمی‌دانست. از این روز همکاری نزدیکی با توطئه‌گران که قصد از میان برداشتن هیتلر و رژیم او را داشتند، آغاز نمود. توماس ماه نوامبر تلاش کرد ارتشبد فرانتس هالدر، رئیس ستاد کل نیروی زمینی و فیلدمارشال والتر فن براوخیچ، فرمانده کل نیروی زمینی را مجاب به دستگیر کردن هیتلر بکند که با مخالفت قاطعانه هر دو مواجه گردید. فن براوخیچ حتی به دریاسالار ویلهلم کاناریس، رئیس سازمان اطلاعاتی آبور توصیه کرد توماس را دستگیر کند. به هر صورت با مشارکت خود کاناریس در توطئه علیه هیتلر، این مسئله مسکوت ماند. توماس این بار سعی کرد از طریق هالدر جلوی تهاجم آلمان به کشورهای بی‌طرف را بگیرد. او نامه‌ای از یوزف مولر، وکیلی با رابطه دوستانه با پاپ پیوس یازدهم، به هالدر نشان داد که در آن آمده بود اگر هیتلر و یواخیم فن ریبنتروپ، وزیرخارجه او از میان برداشته شوند، واتیکان حاضر است برای بازگرداندن صلح میانجی شود. به هر صورت این درخواست نیز از جانب هالدر رد شد.
ناتوانی در قانع کردن دیگران تلاش ضد هیتلری توماس را برای مدتی کاهش داد. توماس روز ۱ ژانویه سال ۱۹۴۰ به درجه سرلشکری و روز ۱ اوت همان سال به درجه سپهبدی (ژنرال پیاده‌نظام) نائل آمد. او علاوه بر وظایف پیشین در فرماندهی عالی ورماخت، به ریاست دپارتمان اقتصادی و دفتر تسلیحات نیروی زمینی منصوب گشت. توماس با وجدان کاری سعی اجرای تمامی مسئولیت‌های خود داشت.
آغاز عملیات بارباروسا، تهاجم آلمان به شوروی در ماه ژوئن سال ۱۹۴۱، مجدداً موجب تحریک توماس شد. در طول سفر به جبهه شرقی در ماه‌های اوت و سپتامبر با بازدید از قرارگاه چند گروه ارتش به دنبال جذب همکار جهت اجرای یک کودتا علیه هیتلر بود. با وجود دریافت هیچ پاسخ روشنی، از این برخوردارها «نسبتاً راضی» بود. در جریان این سفر کشتار یهودیان توسط آینزاتس‌گروپن را مشاهده نمود و از آن برافروخته شد. توماس در دیدار با فن براوخیچ به شهر مشاهدات خود پرداخت اما فرمانده کل نیروی زمینی خود را صرفاً موظف به اجرای فرمان‌های پیشوا دانست. در واکنش به پرخاش توماس مبنی بر مسئول بودن او در مقابل این کشتار، فن براوخیچ بدون هیچ پاسخی محل را ترک کرد.
به هر حال و با وجود مخالفت با رژیم، توماس همچنان به اجرای مسئولیت‌های خود ادامه داد و روز ۶ مه سال ۱۹۴۲ به عضویت شورای تسلیحات درآمد. ماه بعد به ریاست دفتر تازه‌تاسیس تسلیحات در وزارت رایش در امور تسلیحات و مهمات منصوب گردید. با این وجود تقسیم قدرت در امور اقتصادی در بخش‌های مختلف، توانمندی او را کاهش می‌داد. از این رو، توماس، با حفظ وظایف خود در فرماندهی عالی ورماخت، روز ۲۰ نوامبر از جایگاه خود در وزارت تسلیحات و مهمات استعفا داد.
پس از آن که فرانکلین دلانو روزولت، رئیس‌جمهور ایالت متحده در کنفرانس کازابلانکا در ماه ژانویه سال ۱۹۴۳ اعلام کرد متفقین چیزی جز تسلیم بی‌قیدوشرط آلمان را نخواهند پذیرفت، توماس دیگر در توطئه‌چینی علیه هیتلر مشارکت نکرد. توماس به این عقیده که آلمان جنگ را به وضوح باخته‌است و هیچ دولت جایگزینی در آن این موضع متفقین را نرم نخواهد کرد. او می‌اندیشید ترور هیتلر تنها موجب بدل شدن او به یک شهید در نزد مردم آلمان خواهد شد. به هر صورت پس از کودتای ۲۰ ژوئیه ۱۹۴۴ مدارکی یافت شد که نشان از همکاری احتمالی توماس در آن داشت. با این حال که مراجع قضایی رژیم هیچ سرنخی از اقدام توماس برای قتل هیتلر ارائه نمودند، توماس دستگیر و به زندانی در فلوسنبورگ فرستاده شد. او مدتی را نیز اردوگاه داخائو و اردوگاه دیگری در تیرول جنوبی در ایتالیا سپری نمود. با نزدیک شدن پایان جنگ، توماس توسط نیروهای آمریکایی از زندان رها و به سرعت آزاد شد. او که دچار مشکلات سلامتی شده بود، به فرانکفورت نقل مکان کرد. سپهبد گئورگ توماس در نهایت روز ۲۹ دسامبر ۱۹۴۶ در فرانکفورت درگذشت.